# Badari

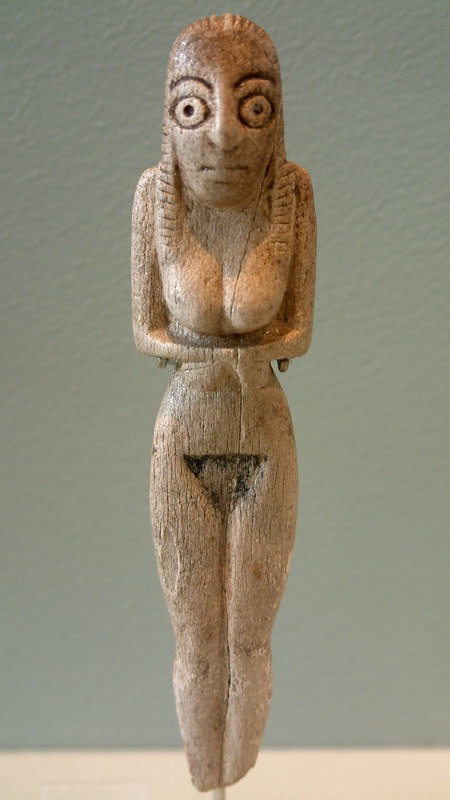
En kvinnofigur från badarikulturen. Denna finns utställd på Louvren.

Badari, på arabiska El-Badari, är en ort i mellersta Egypten söder om Asyut. Badari är även en arkeologisk fyndort som givit namn åt en neolitisk kultur, Badarikulturen, som blomstrade under det femte årtusendet f.Kr.
Badari var den första kulturen i Egypten som använde koppar. Därmed markerar Badari-kulturen övergångstiden till kalkolitikum, eller kopparstenåldern, i Egypten. Kulturen framställde även kvinno- och djurfigurer av terrakotta och elfenbenssniderier, smycken av halvädelstenar och snäckor, de första sminkpaletterna, samt bruksföremål av främst sten. Keramiken var dekorerad och stod på en hög nivå. De två typiska keramiktyperna för Badari var den svartrandade keramiken på röd botten (eng. black-topped ware), och den mönstrade keramiken (eng. rippled ware). Badari-kulturens ekonomi var baserad på jordbruk och boskapsskötsel med oxar och får, såväl som jakt och fiske.
Dateringen av Badarikulturen grundas på C14-metoden och uppgifterna kan därför variera något. Höjdpunkten för kulturen inträffade omkring 4400–4000 f.Kr. Den äldre neolitiska kulturen i Deir Tasa nära Badari anses ofta vara en föregångare eller lokal variant av Badarikulturen. Det var en jordbrukskultur med en liknande keramik, men hade inte börjat använda koppar. Tasakulturen dateras tillbaka ända till 5000 f.Kr. Badarikulturen överlappade delvis sin föregångare i norr, Merimdekulturen, och sin efterföljare i söder, Naqadakulturen.
Badarikulturen är framförallt känd genom sina rika gravar. Utgrävningar av gravarna i Badari påbörjades under ledning av den brittiska arkeologen Guy Brunton 1922. Kollegorna Gertrude Caton-Thompson och William Flinders Petrie deltog även i utgrävningarna under kommande år. Badari var en av flera förhistoriska fyndorter som låg vid ökenranden på Nilens östra flodbank utmed en sträcka av 35 km söder om Asyut. Arkeologerna fortsatte att gräva ut de övriga fyndorterna Deir Tasa, El-Hammamiya, Matmar, Mostagedda och Qau under åren 1922-31. På senare tid har Badari undersökts 1989 och 1992 av arkeologer från University College London under ledning av Diane Holmes.